# جون واشنطن
جون واشنطن (بالإنجليزية: John Washington) (1631 - 1677) كان مزارع و جندي و سياسي إنجليزي في مستوطنة فرجينيا في جنوب أمريكا. كان الجد الأول للرئيس الأمريكي جورج واشنطن.
كان جون واشنطن ابن لورانس واشنطن (1602 - 1653) و أمفيليس تويغدن.